# Berthold Handwerker
Berthold Handwerker (* 13. Juni 1920 in Ihlauschen, Kr. Ragnit, Ostpreußen; † 15. Mai 2002) war ein Funktionär der SED und Botschafter der DDR.

## Leben
Handwerker, Sohn eines Arbeiters, absolvierte nach dem Besuch der Volksschule sowie der Mittelschule eine Berufsausbildung zum Elektroinstallateur und diente während des Zweiten Weltkrieges als Unteroffizier in der Wehrmacht.
Nach Kriegsende war er zwischen 1945 und 1948 als Elektromonteur tätig und trat 1946 der SED als Mitglied bei. 1948 wurde er zunächst Abteilungsleiter, dann Zweiter Sekretär sowie schließlich 1951 Erster Sekretär der SED-Kreisleitung im Kreis Spremberg. Nach einem darauf folgenden Lehrgang an der Parteihochschule Karl Marx, war er zwischen 1952 und 1954 Sekretär für Wirtschaft der SED-Bezirksleitung im Bezirk Potsdam.
Im Anschluss wechselte er in das ZK der SED und war dort zunächst Instrukteur und Sektorenleiter und dann von 1955 bis 1959 als Nachfolger von Paul Kraszon Leiter der Abteilung Grundstoffindustrie des ZK der SED, die zeitweise in Abteilung Kohle, Bergbau, Energie und Chemie umbenannt wurde. Nachdem er das Amt des Abteilungsleiters 1959 an Günther Wyschofsky abgegeben hatte, war er bis 1965 wiederum als Sektorenleiter tätig.
1965 wechselte er in den Auswärtigen Dienst der DDR und war bis 1972 als Botschaftsrat Leiter der Abteilung für Wirtschaftspolitik der Botschaft in Rumänien. Im Anschluss wurde Berthold Handwerker im April 1972 als Nachfolger von Willy Hüttenrauch, der in den Ruhestand trat, als Botschafter der DDR in der Mongolischen Volksrepublik akkreditiert und bekleidete dieses Amt bis 1976.
Nach seiner Rückkehr war er von 1977 bis 1986 Sekretär des Ausschusses für Vietnam im Solidaritätskomitee der DDR, einer gesellschaftlichen Organisation, die die verschiedenen Entwicklungshilfeaktivitäten in der DDR koordinierte. Nach Beendigung seiner Tätigkeit im Solidaritätskomitee trat er 1986 in den Ruhestand.

## Auszeichnungen
- 1976 Vaterländischer Verdienstorden in  Silber
- 1980 Vaterländischer Verdienstorden in Gold[3]
- 1984 Stern der Völkerfreundschaft in Silber[4]